# Прилегла територія
Приле́гла терито́рія — територія, що прилягає до краю проїзної частини та не призначена для наскрізного проїзду, а лише для в'їзду до дворів, на стоянки, автозаправні станції, будівельні майданчики тощо або виїзду з них.